# Бела Бодоњи
Бела Бодоњи (мађ. Bodonyi Béla; Јасдожа, 14. децембар 1956) је бивши мађарски фудбалер који је играо на професионалном и међународном нивоу на позицијама нападача.

## Каријера

### Клуб
Рођен у Јасдожи, Бодоњи је играо клупски фудбал у Мађарској и Швајцарској за Дебрецин, Будимпештански Хонвед, ФК Була и Фрајбург.

### Репрезентација
Године 1975. био је члан омладинског тима који је освојио бронзану медаљу на УЕФА турниру у Швајцарској. За сениорску репрезентацију Мађарске играо је између 1979. и 1985, одиграо 27 утакмица и постигао је шест голова.  Као члан фудбалске репрезентације Мађарске учествовао је на Светском првенству у фудбалу 1982. године.

## Достигнућа
Хонвед
- Прва лига Мађарске у фудбалу: 
  - шампион: 1979/80, 1983/84, 1984/85, 1985/86, 1987/88
- Куп Мађарске у фудбалу:
  - првак: 1984/85
  - финалиста: 1982/83, 1987/88